# Equação diferencial estocástica
Equação diferencial estocástica é um novo grupo de equações usadas em modelagem, geralmente empregadas tanto quando não temos uma noção precisa do sistema que temos em mãos ou quando não temos meios para criar um modelo preciso (geralmente modelos assim são chamados de "caixa cinza").
As investigações de Einstein no movimento browniano institui um dos pontos mais supinos na longa reminiscência de averiguações na teoria cinética do calor, hoje asilada no meio acadêmico de forma visivelmente unânime, ou mesmo na estrada de Einstein no campo.

## Gênesis
Estudos em probabilidade, que culminaram em tanto na teoria estocástica atual como modelou nossa forma de "ver" o mundo, matematicamente, começou com o cientista italiano Gerolamo Cardano no século dezesseis, 
Talvez umas das sentenças mais salientes de Einstein seja "Deus não joga dados"; na verdade essa é uma forma reduzida de um discurso mais bem elaborado. Em mesma discussão, Niels Bohr, cientista dinamarquês conhecido por liderar físicos nos anos 1920s, o que deu origem à "busca da unificação" e mecânica quântica, afirmava que Deus joga dados, e que Einstein não deveria intervir na forma como Deus governa o universo. O mais interessante é que hoje ou essa discussão não existe devido à não-aplicação de teorias estocásticas ou quando justapostas, pouco se fala no assunto, de grande importância; Einstein acreditava firmemente que estocástico é somente temporário, ao contrário de Bohr e outros da época; na verdade Pierre-Simon Laplace insistiu neste ponto muito antes de Einstein. O que se pode dizer dos tempos atuais? especialmente sobre o valor
da teoria estocástica, formalizada no cálculo estocástico? 

## Teoria a fatores históricos
Uma Equação Diferencial Estocástica (EDS), termo trazido do Inglês Stochastic Differential Equations (SDE) é uma equação diferencial em que um ou mais dos termos (variáveis) é um processo estocástico, resultando numa solução que também é um processo estocástico.
As equações diferenciais estocásticas são usadas para modelar diversos fenômenos, como os preços das ações na bolsa de valores ou sistemas físicos sujeitos a flutuações térmicas, no entanto um das áreas mais ativas atualmente são as áreas biomédicas devido à necessidade natural da teoria do cálculo estocástico, ver por exemplo estudos nesta direção em biologia sistêmica.
Os primeiros trabalhos sobre equações diferenciais estocásticas descrevem o movimento Browniano (creditado a Einstein e Smoluchowski) (, ); o que criou atualmente uma "bifurcação", existem duas teorias equivalentes, mas com teoria matemática diversa.
No entanto, um dos primeiros trabalhos relacionados com o movimento browniano é creditada a Louis Bachelier (1900) em sua tese Teoria da Especulação, na verdade estudos em movimentos browniano foram iniciados pelo botânico Robert Brown em 1827, é tanto que Einstein menciona no inicio do seu artigo "Investigations on the theory of the Brownian movement (1905,1956)": "It is possible that the movements to be discussed here are identical with the so-called "Brownian molecular motion" ; however, the information
available to me regarding the latter is so lacking in precision, that I can form no judgment in the matter". R Brown é mais conhecido por contribuições em medicina.
O físico francês Paul Langevin deu continuidade ao trabalho com objetivo de aplicar em teorias de interações intramoleculares, desenvolvendo a Equação de Langevin. Mais tarde o matemático japonês Kiyoshi Itō formalizou matematicamente estes conceitos, hoje chamado de cálculo de Itô, usando como base a equações de Itô.
Ao lado segue uma figura mostrando uma simulação numérica da expressão genética usando a equação mais simples possível, estudada em. A linha contínua mostra a simulação de forma paralela da solução determinística. Usa-se o método de Euler para equações estocásticas, ou como conhecido método de Euler-Maruyama; ver Método de Euler-Maruyama. Um dos pontos positivos da teoria atual do cálculo estocástico reside no fato de que em esperança matemática, expected value, a versão estocástica sempre converge para a versão determinística, isto tem sido explorado em modelos conhecidos como "caixa cinza", ver 

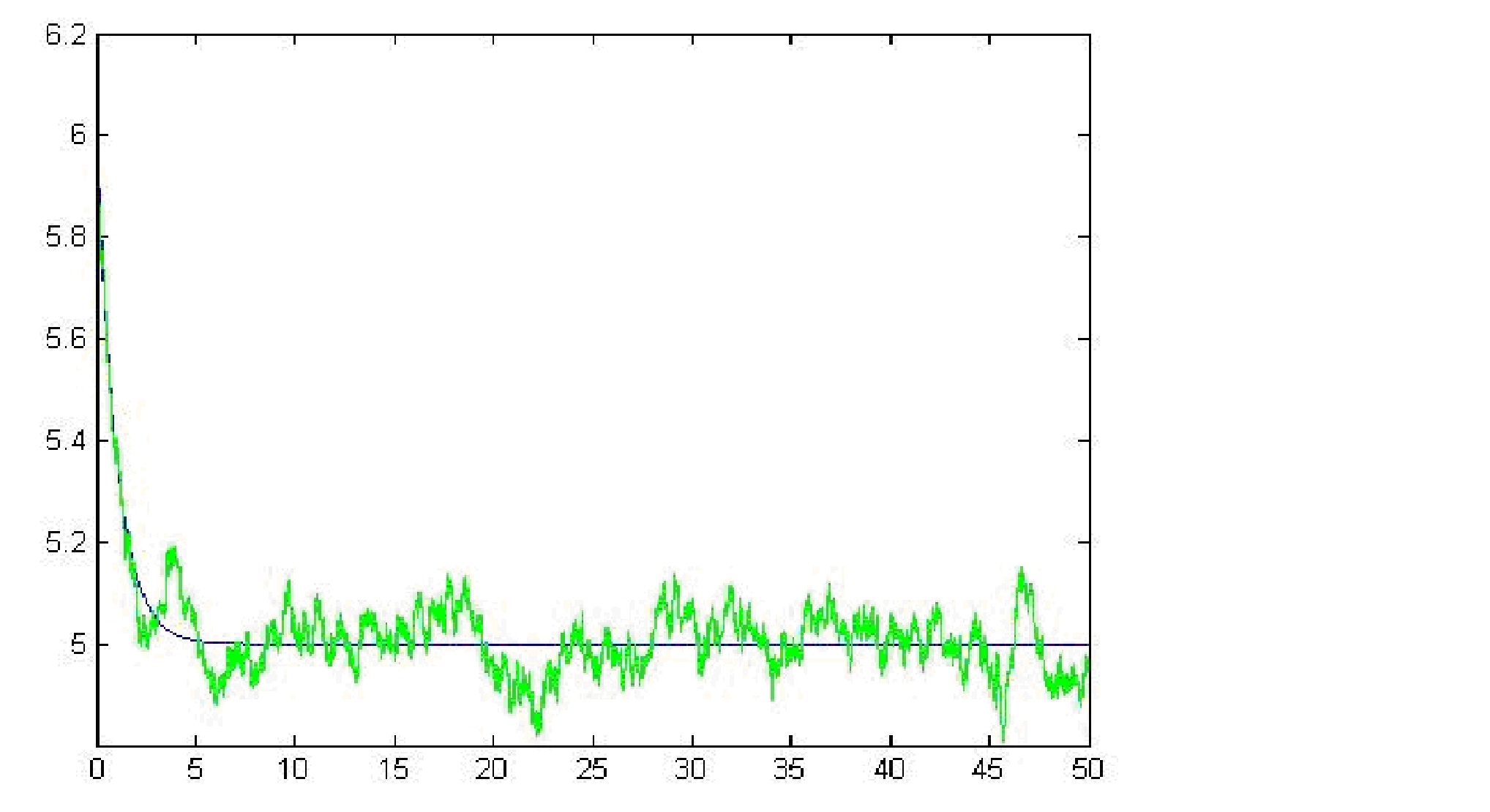
Simulação numérica de uma equação diferencial estocástica para expressão genética

## Alguns modelos[12][1]

### Processo de Ornstein–Uhlenbeck
{\displaystyle dx(t)=-ax(t)dt+\sigma dw}
Onde: a e sigma são parâmetros.

## Exemplo da transformação de uma modelagem de determinístico para estocástico

### Problema do Reservatório
Um exemplo clássico em equações diferenciais ordinárias é o problema do container. Uma solução entra em um container por uma abertura e deixa o mesmo por outra, não existe "reação" interna, massa não é criada nem destruída, o container possui um sistema de homogeneização, ou seja, a concentração é a mesma em todo a solução interna. O desafio é gerar um equação que descreva matematicamente a evolução da quantidade de soluto dentro do container, assumindo que as soluções de entrada e saída podem ter concentrações diferentes, conhecemos as taxas de saída e entra, podemos medir tanto a concentração de entrada quanto saída.
A equação, após aplicação da conservação da massa:
{\displaystyle Q(t)=Vc+kexp(-{\frac {r}{V}}t)}
Usando a fórmula de Ito:
{\displaystyle dQ(t)=(rc-r{\frac {Q(t)}{V}})dt+\sigma dw}
Esta é uma equação diferencial estocástica linear, conhecida como processo de Ornstein-Uhlenbeck, a solução é conhecida para essa família de equações diferenciais estocásticas:
{\displaystyle Q(t)=exp{(-{\frac {r}{V}}t)}{(Q_{0}-Vc({1-exp{(-{\frac {r}{V}}t)}))}+\sigma \int _{0}^{t}}{exp{(-{\frac {r}{V}}s)}}dW_{s}}
Esta é a versão estocástica do problema do container. Uma propriedade interessante desta solução está no valor esperado da solução estocástica, o mesmo é a solução determinística.
A variância é:
{\displaystyle Var(Q(t))={\frac {\sigma V}{r}}}

## Soluções numéricas[14][1]
Como no cálculo determinístico, mas com grau de avanço diferente, o calculo estocástico possui métodos numéricos, que são usados na maior parte do tempo. Mesmo para o cálculo determinísticos precisamos usar na maior parte do tempo métodos numéricos, mas a diferença se encontra na qualidade dos métodos numéricos; por exemplo, não existe Runge-Kutta para EDE, um método relativamente simples, mas eficiente, largamente usado para resolver EDOs and EDPs. Como no cálculo determinística, o método mais simples é o de Euler, chamado de Euler-Maruyama; deve-se proceder de forma equivalente ao cálculo determinístico, mas em vez de aplicar a expansão de Taylor, faz-se uso da fórmula de Ito. Uma segunda opção é o método de Milstein, que seria o equivalente dos métodos Runge-Kutta.

### Exemplo da aplicação do método de Euler Maruyama
Considere a equação diferencial estocástica abaixo. Se colocarmos {\displaystyle \sigma } igual a zero, tem-se uma exponencial que decai até zero.
{\displaystyle dX(t)=-aX(t)dt+\sigma dw}
Ao lado segue a solução, repetida três vezes, usando o método de Euler Maruyama. Ver para mais exemplos e detalhes.

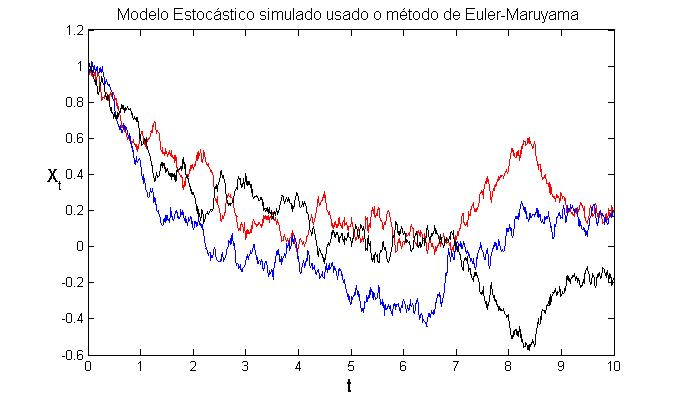
Exemplo da aplicação do método de Euler Maruyama

## Software
Matlab®, desde 2008, incorporou em sua biblioteca padrão métodos para tratar EDE. Os métodos se encontram no pacotes Finantial Toolbox, que depende dos pacotes Optimization Toolbox e Statistics Toolbox; ver http://it.mathworks.com/help/finance/sde-class-hierarchy.html. Outros softwares possuem pacotes, na maiores dos casos desenvolvidos por grupos, terceiros, como em R e Systems Biology Markup Language (SBML). A diferença entre própria implementação e diferentes softwares reside na mesma que se chega em cálculo determinístico, precisão e tipo de problemas que podem ser resolvidos. Por exemplo, o método de Euler é bastante simples de entender e implementar, mas não pode ser aplicado a muitos problemas devido a dificuldades de
precisão e "explosão", o método diverge em passo acelerado da solução real, ao passo que o método de Runge-Kutta se apresenta como um opção mais precisa e geral, mas mesmo assim não pode ser aplicado a qualquer problema, como equações com "pulos" (descontinuidades) ou mesmo discretas.